# Torre de Cuadros
La Torre de Cuadros s'aixeca en un faralló rocós situat al peu nord-oriental del Turó Carluco (1441 metres), a la sortida del riu Bedmar, al terme municipal de Bedmar i Garcíez, província de Jaén.

## Descripció
Aquesta torre-talaia és de planta cilíndrica, de 6,37 metres de diàmetre i 12 metres d'alçada. Els murs mesuren 1,6 metres de gruix i estan perforats per 3 espitlleres. La torre està escapçada i ha perdut el parapet de la seva terrassa. L'interior estava dividit en 3 plantes. Les dues primeres van tenir sostrada de fusta (encara es poden observar en el mur els forats de bastida de les bigues de fusta).

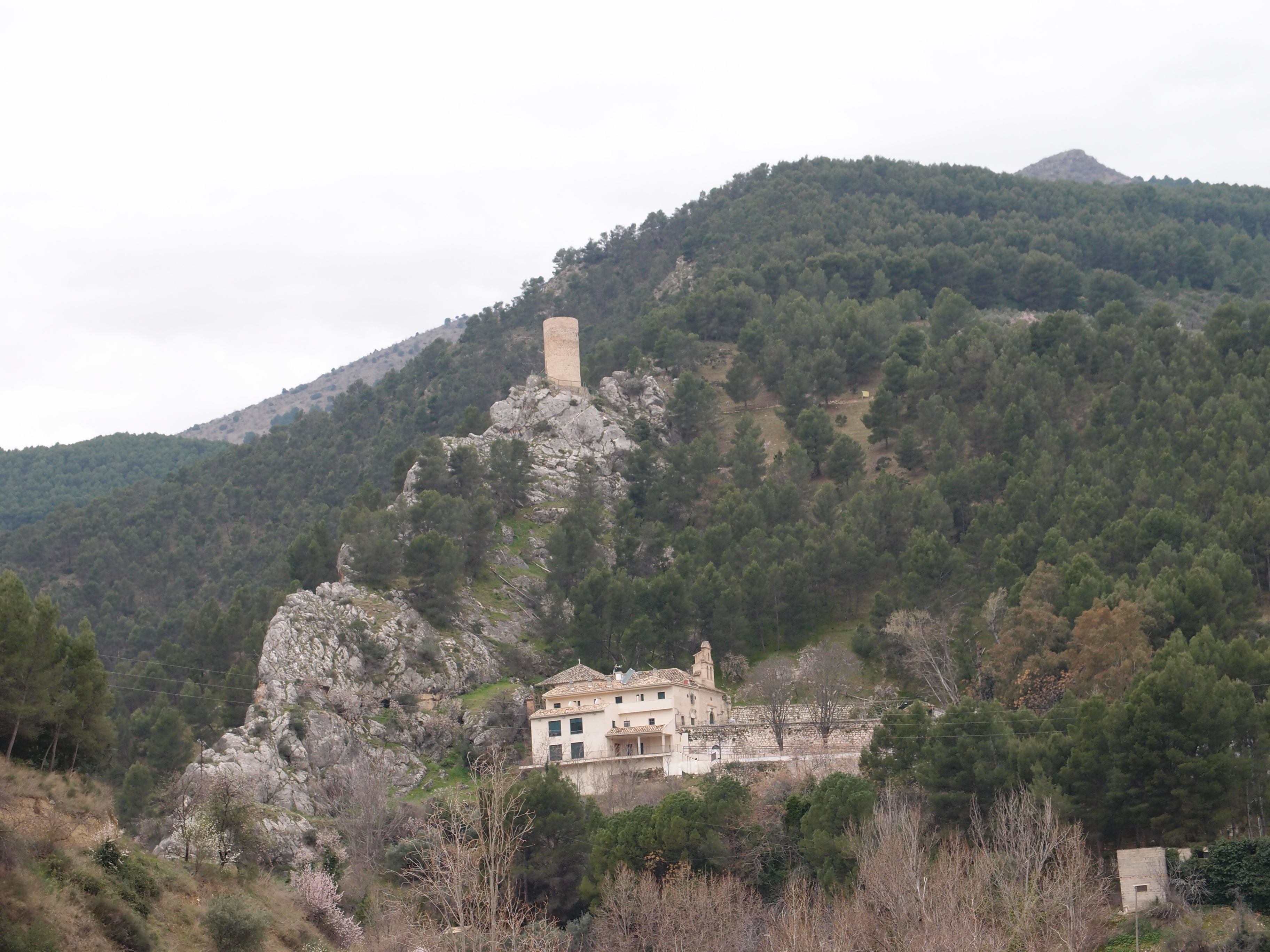
Torre de Cuadros sobre el faralló rocós. L'ermita de Cuadros sota ella

La planta superior tenia per coberta una cúpula semiesfèrica que cobria la terrassa. Havia de pujar-s'hi per escala de fusta, i a la terrassa per l'escala encastada al mur, accedint-se a ella per una obertura rematada per arc de mig punt.
En l'estança intermèdia, que està al nivell de l'entrada, s'obre una espitllera i coberta de volta. L'entrada es cobreix amb volta apuntada.
L'habitació inferior degué servir com a magatzem, ja que no presenta cap punt de llum ni ventilació, i només té 1,55 metres d'altura. També va poder ser un aljub, tot i que no s'aprecien restes de calafatejat en els murs.
Una altra espitllera s'obre en l'habitacle superior, just damunt de la corresponent del pis intermedi, i igualment, molt buidada cap a dintre i coberta per volta apuntada. L'enquadrament exterior de les espitlleres i el perfil de les obertures de l'entrada a la torre i a la terrassa, són de carreus.
La resta de la torre, inclosa la volta que sostenia la terrassa, utilitza paredats en filades regulars, molt ripiados i calçats en els seus buits. Davant de l'entrada de la torre, que dona al sud-est, s'observaven restes d'una plataforma d'uns 7 metres quadrats que degué estar tancada per un parapet i que tindria una prolongació de 8 metres de costat.
Actualment, aquesta estructura ha desaparegut a conseqüència de les obres de restauració i de condicionament del terreny per a facilitar l'accés a la torre mitjançant escales.

## Història
El Castell de 'Cuadros' apareix citat en un document d'Alfons X de Castella de 1260. Actualment només subsisteix aquesta torre cilíndrica, que segons les informacions orals preses per Milagros Jiménez i Tomás Quesada (1992), va ser construïda sobre un edifici antic 'de moros', que podria correspondre al 'castiello' que cita el document, ja que segons aquests mateixos autors, la torre és clarament posterior al segle xiii, sent construïda pels castellans per a protegir el pas que des de Bedmar creua la Serra fins a Cambil entre els pics de Sierra Mágina i Almadén. Francisco Cerezo i Juan Eslava (1989) daten la seva construcció a principis del segle XIV.
Així doncs, hi havia una construcció anterior a la torre, avui desapareguda, construïda probablement el segle XII, perquè és en aquesta època quan al-Jatib cita en la seva Ihata el topònim "Qutrus" per a referir-se a aquest lloc. Podria tractar-se d'una arabització d'un topònim preàrab, segurament del terme llatí "Quattuor".
Posteriorment a la Conquesta cristiana d'aquests territoris, el Castell de Cuadros se cita en les Capitulacions del Tractat d'Algesires (1310), per les quals el rei de Granada Nasr va cedir a Ferran IV Quesada, Bedmar i els seus castells Cuadros i Chunguín.